# Anjos (Lisboa)
Anjos era una freguesia portuguesa del municipio de Lisboa, distrito de Lisboa.

## Historia
Fue suprimida el 8 de noviembre de 2012, en aplicación de una resolución de la Asamblea de la República portuguesa al unirse con las freguesias de Pena y São Jorge de Arroios, formando la nueva freguesia de Arroios.

## Patrimonio
- Fábrica de Cerámica de Viúva Lamego
- Iglesia de Nossa Senhora dos Anjos
- Campo dos Mártires da Pátria